# 長部聡介
長部 聡介（おさべ そうすけ、1963年 - ）は、フジテレビジョン編成局制作センター制作業務室長。祖父は元最高裁判事の長部謹吾。父は作家で日本芸術院院長の黒井千次（本名：長部舜二郎）。

## 来歴
海城高等学校、慶應義塾大学文学部仏文科を卒業し、1987年、フジテレビジョン入社。入社当初は音楽番組の制作に携わり、『夜のヒットスタジオ』のADを経て、『HEY!HEY!HEY! MUSIC CHAMP』には放送開始時から関わる。その後ドラマ制作部へ異動し、『美女か野獣』、『離婚弁護士』、『医龍-Team Medical Dragon-』、フジテレビ開局50周年記念ドラマ『不毛地帯』などの人気ドラマのプロデューサーを歴任。2011年には、演劇ユニット・Team申の舞台『朗読劇 家守綺譚』にてテレビドラマプロデューサーでありながら初めて舞台作品の構成・演出を手掛けた。2010年6月29日より編成制作局ドラマ制作部長。2013年6月27日より編成制作局ドラマ制作部チーフゼネラルプロデューサー（チーフプロデューサー・ゼネラルプロデューサー）。2016年6月28日より制作局第一制作センターに改称。2017年7月1日より現職。

## テレビドラマ

### プロデュース
- 美女か野獣（2003年1月 - 3月）
- クニミツの政（2003年7月 - 9月）
- 離婚弁護士（2004年4月 - 6月）
- あゝ離婚式（2004年4月）
- 離婚弁護士 新春スペシャル（2005年1月）
- 離婚弁護士II〜ハンサムウーマン〜（2005年4月 - 6月）
- キッチン・ウォーズ（2006年2月）
- 医龍-Team Medical Dragon-（2006年4月 - 6月）
- 遙かなる約束（2006年11月）
- ママが料理をつくる理由（2007年3月）
- 星ひとつの夜（2007年5月）
- 医龍-Team Medical Dragon-2（2007年10月 - 12月）
- ありふれた奇跡（2009年1月 - 3月）
- 不毛地帯（2009年10月 - 2010年3月）
- 蜜の味〜A Taste Of Honey〜（2011年10月 - 12月）
- TOKYOエアポート〜東京空港管制保安部〜（2012年10月 - 12月）
- 坊っちゃん（2016年1月）
- FNS27時間テレビ にほんのれきし（2017年9月）
- ナースが婚活（2024年1月）

### 企画
- リング〜最終章〜（1999年1月 - 3月）
- らせん（1999年7月 - 9月）
- 合い言葉は勇気（2000年7月 - 9月）
- 実録 福田和子（2002年8月）
- 黒い十人の女（2002年9月）
- 医龍-Team Medical Dragon-3（2010年10月 - 12月）
- 坊っちゃん（2016年1月）

### 編成
- ブランド（2000年1月 - 3月）
- 愛をください（2000年7月 - 9月）
- やまとなでしこ（2000年10月 - 12月）
- HERO（2001年1月 - 3月）
- 私を旅館に連れてって（2001年4月 - 6月）
- Fighting Girl（2001年7月 - 9月）
- さよなら、小津先生（2001年10月 - 12月）
- スタアの恋（2001年10月 - 12月）
- 愛と青春の宝塚（2002年1月）
- 初体験（2002年1月 - 3月）
- 恋ノチカラ（2002年1月 - 3月）
- 整形美人。（2002年4月 - 6月）

## その他
- 夜のヒットスタジオ
- MJ -MUSIC JOURNAL-
- HEY!HEY!HEY! MUSIC CHAMP
- パラッパラッパー
- 奇跡体験!アンビリバボー